# Comando Militar do Oeste
O Comando Militar do Oeste (CMO) é um comando de área do Exército Brasileiro responsável pelos estados de Mato Grosso e Mato Grosso do Sul, além da cidade de Aragarças, em Goiás. Sediado em Campo Grande, Mato Grosso do Sul, comanda três brigadas: a 4.ª de Cavalaria Mecanizada, de Dourados, 13.ª de Infantaria Motorizada, em Cuiabá, e 18.ª Brigada de Infantaria de Pantanal, de Corumbá. Além das brigadas, o CMO tem sob sua autoridade a 9.ª Região Militar, 3.º Grupamento de Engenharia e 9.º Grupamento Logístico, todos de Campo Grande, e elementos de Aviação,  Inteligência e Comunicações/Guerra eletrônica.
A história do Exército na região data ao século XVIII, mas o comando atual surgiu apenas na Nova República. Sua importância está na extensa faixa de fronteira com a Bolívia e Paraguai, e de interesse crescente às autoridades brasileiras devido ao crime transnacional, levando ao emprego do CMO em operações de tipo policial. De suas três brigadas, a 4.ª de Cavalaria é a de emprego estratégico, com a maior mobilidade e poder de fogo, incluindo carros de combate; as demais são de emprego geral. A 18.ª de Infantaria cobre um ambiente fronteiriço de difícil mobilidade, o Pantanal.

## Área de operações

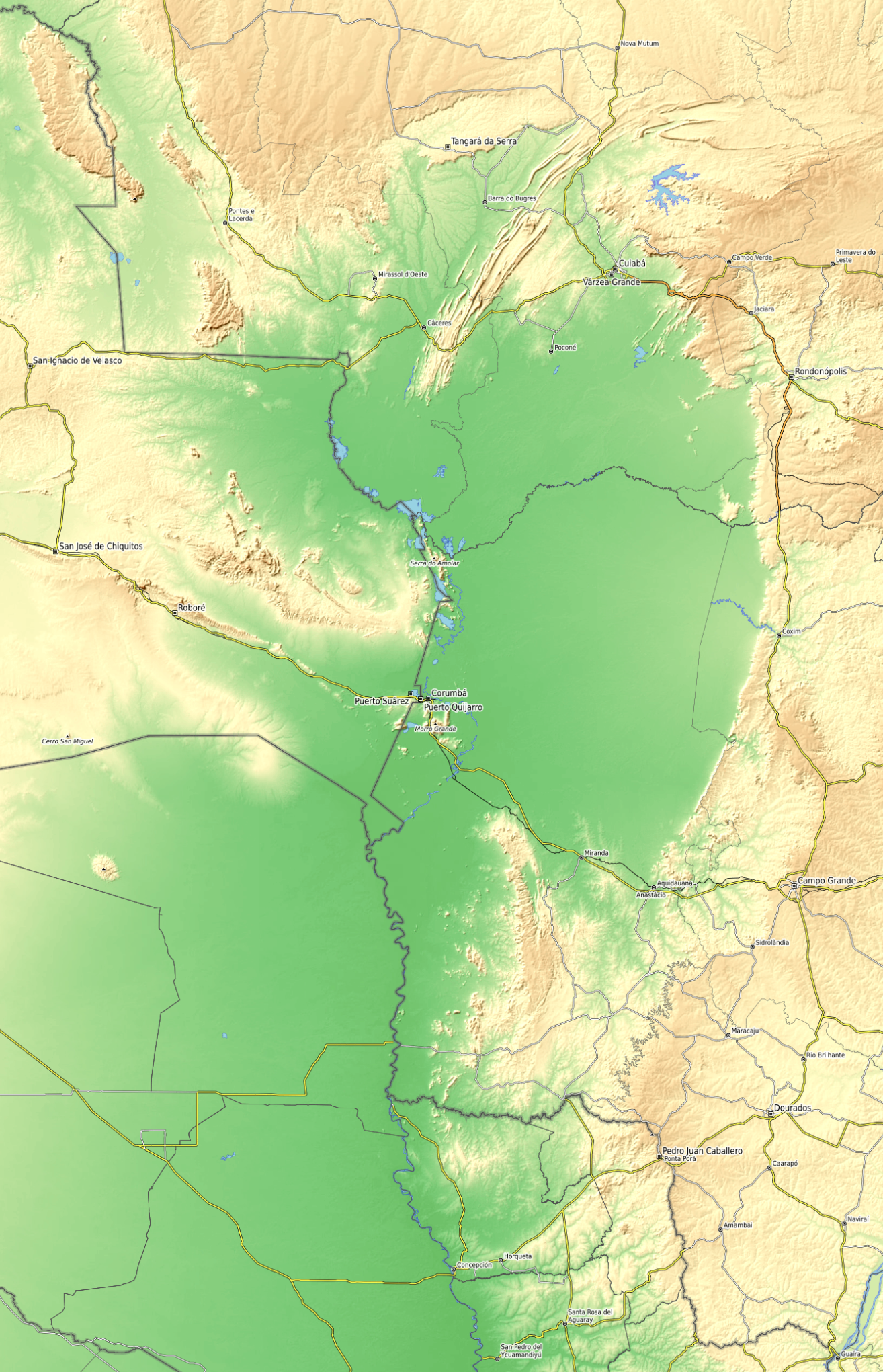
Vias e topografia nas fronteiras internacionais do CMO

O CMO abrange os estados de Mato Grosso e Mato Grosso do Sul e a cidade de Aragarças, Goiás, uma área de mais de um milhão de quilômetros quadrados, onde quatro biomas se fazem presentes, o Cerrado, Mata Atlântica, Amazônia e Pantanal, este último, considerado “uma das mais ricas e cobiçadas reservas biológicas do planeta”. Este território corresponde a 2 525 quilômetros de fronteira internacional com a Bolívia e o Paraguai, considerados, juntamente com a faixa de fronteira de Rondônia, parte do “Arco Central” das fronteiras brasileiras. Rondônia pertenceu ao CMO de 1985 a 1992, quando passou ao Comando Militar da Amazônia.
As atribuições do Exército na região são duais: a defesa externa contra os países vizinhos e a segurança pública. Elas são comparáveis, na sua diversidade, às atribuídas nas fronteiras amazônicas. A 18.ª Brigada de Infantaria, por exemplo, descreve oficialmente suas missões como a “defesa da Pátria”, “estratégias da presença e dissuasão na fronteira”, garantia dos “Poderes Constitucionais, a Lei e a Ordem”, as “operações internacionais”, o “patrulhamento, revista de pessoas, veículos e prisões em flagrante delito” contra os “delitos transfronteiriços e ambientais” e a cooperação com a defesa civil.
A “estratégia da presença” é o preenchimento das áreas onde outros órgãos do Estado estão ausentes. Isto é observado desde a fundação da Capitania de Mato Grosso, no século XVIII: a região era uma fronteira militarizada, de baixíssima densidade demográfica, onde muitos núcleos populacionais emergiram ao redor das fortificações e colônias militares. A densidade demográfica permanece menor do que no Arco Sul, com povoados fronteiriços mais espaçados. Isto também ocorre do outro lado da fronteira, especialmente na Bolívia. Por outro lado, a região é hoje melhor integrada ao restante do país do que já foi historicamente.

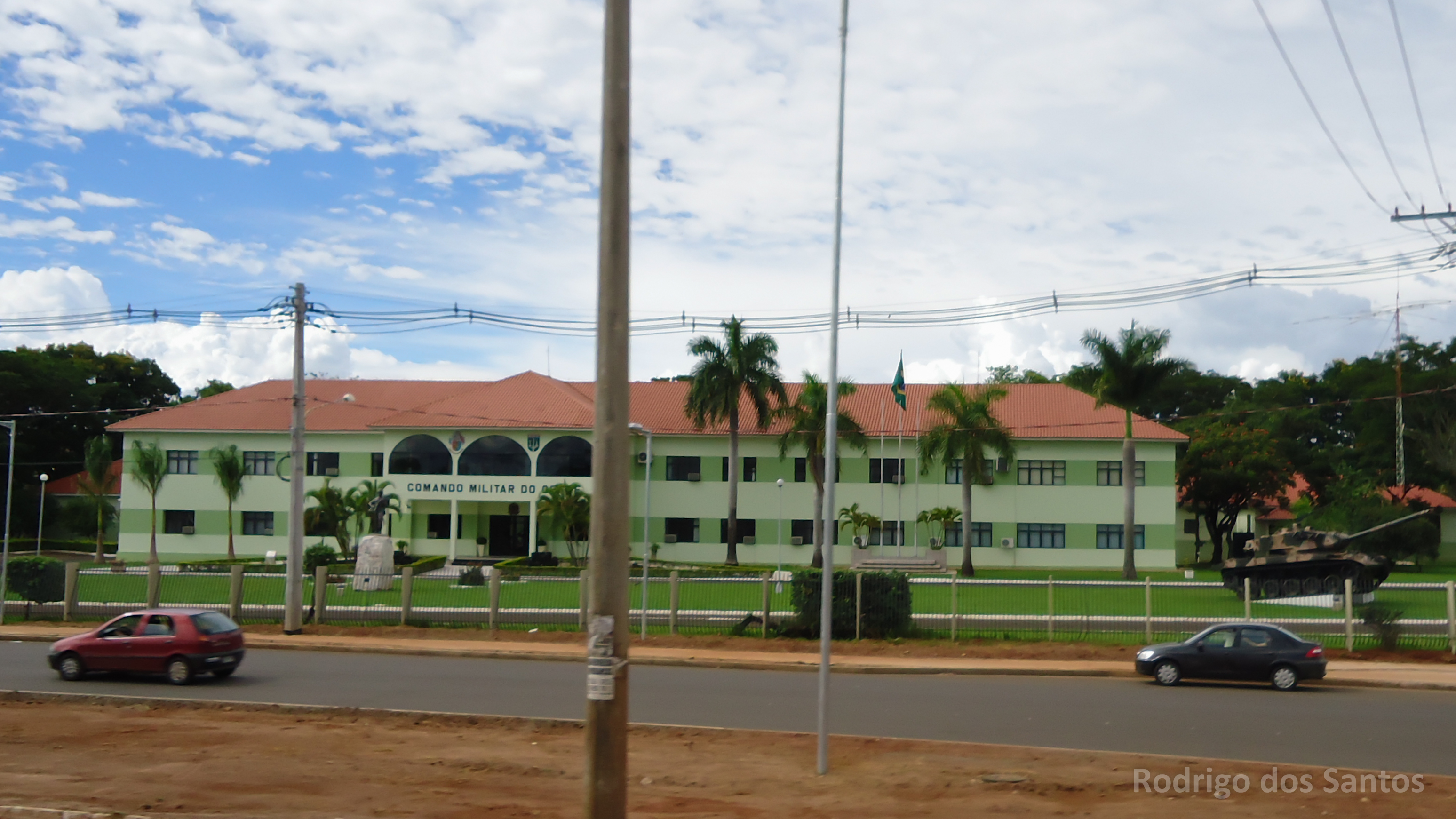
Sede do Comando em Campo Grande

Aproveitando justamente a integração, e a proximidade ao Sudeste, a maior parte das drogas consumidas no país são traficadas através das fronteiras boliviana e paraguaia. Corumbá, na fronteira boliviana, é a principal porta de entrada da cocaína no Brasil. De um lado estão os grandes produtores de narcóticos do continente, às vezes a poucos quilômetros da fronteira, e do outro, um grande mercado consumidor. O tráfico de armas e o contrabando em geral também ocorrem no Arco Central. A fronteira seca é altamente permeável e desafiadora para os órgãos de fiscalização e controle. Os contrabandistas podem aproveitar pequenas estradas municipais, as “cabriteiras”, que sequer existem nos mapas. As cidades gêmeas são outro fator de dificuldade para a segurança.
Nesse cenário, o Exército pode ser chamado para aplicar poder policial na fronteira em conjunto com o restante das Forças Armadas e os outros órgãos de segurança pública. Os movimentos sociais e a questão indígena podem também ser de interesse do Exército.

## História

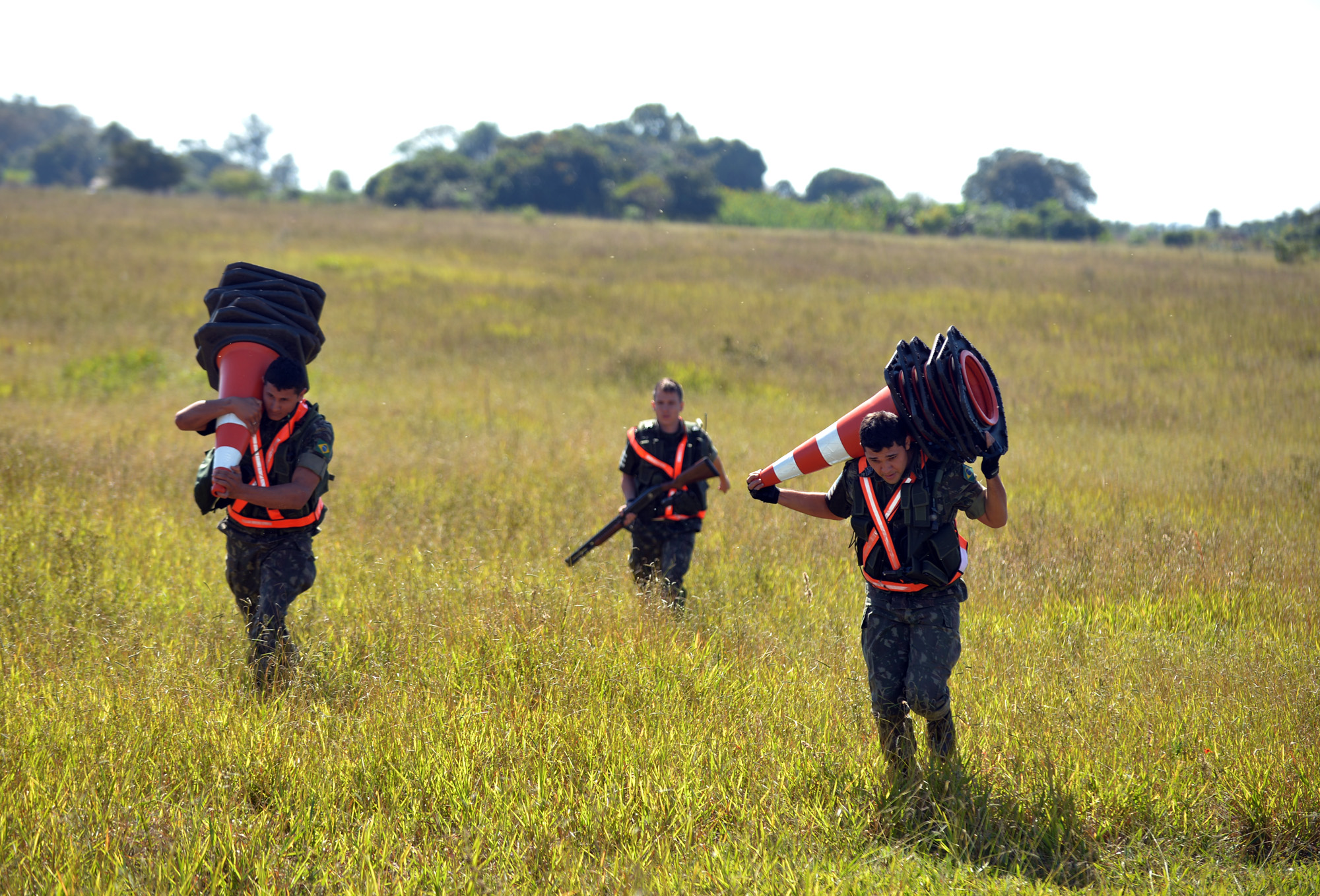
Preparo de controle de rodovia na Operação Ágata 8, em 2014

O CMO considera sua história equivalente à história do Exército na fronteira oeste, e assim, seu embrião foi uma Companhia de Dragões introduzida em 1748. O comando militar propriamente dito, entretanto, só surgiu em 1986, quando os quatro Exércitos numerados deram lugar a Comandos Militares. A maior mudança no arranjo territorial foi o desmembramento do CMO a partir do antigo II Exército, de São Paulo, refletindo um crescente interesse pela fronteira oeste. Sua área correspondia à da 9.ª Região Militar (RM), cujo comando era exercido conjuntamente com a 9.ª Divisão de Exército (DE). Todos os três comandos passaram a ser exercidos pelo mesmo oficial. Em 1989 a 9.ª RM recebeu autonomia, e em 2005 a 9.ª DE deixou de existir. O plano Força Terrestre 2000 incluía a criação de um novo comando de Divisão de Exército, a 11.ª, em Mato Grosso, mas isso não ocorreu.
No período em que o general Francisco Roberto de Albuquerque foi comandante do Exército (2003–2007), a diretiva era para dar prioridade dos recursos às Forças de Ação Rápida e aos Comandos Militares da Amazônia e do Oeste. Em 2013 o CMO recebeu o projeto piloto do Sistema Integrado de Monitoramento de Fronteiras (SISFRON), um “muro virtual” de vigilância e monitoramento, a ser implantado em toda a fronteira nacional. O plano original era começar pela Amazônia, mas o Comandante Militar do Oeste conseguiu convencer o Alto Comando do Exército a implantar o programa em sua área. A faixa de fronteira na região Sul já tem uma estrutura de segurança e comunicações, o Norte tem o Sistema de Vigilância da Amazônia (SIVAM) e o Centro-Oeste tem pouco controle e criminalidade transnacional crescente. O SISFRON sofreu com as flutuações orçamentárias. O projeto piloto, implementado na 4.ª Brigada de Cavalaria Mecanizada, foi concluído com atraso em 2021.

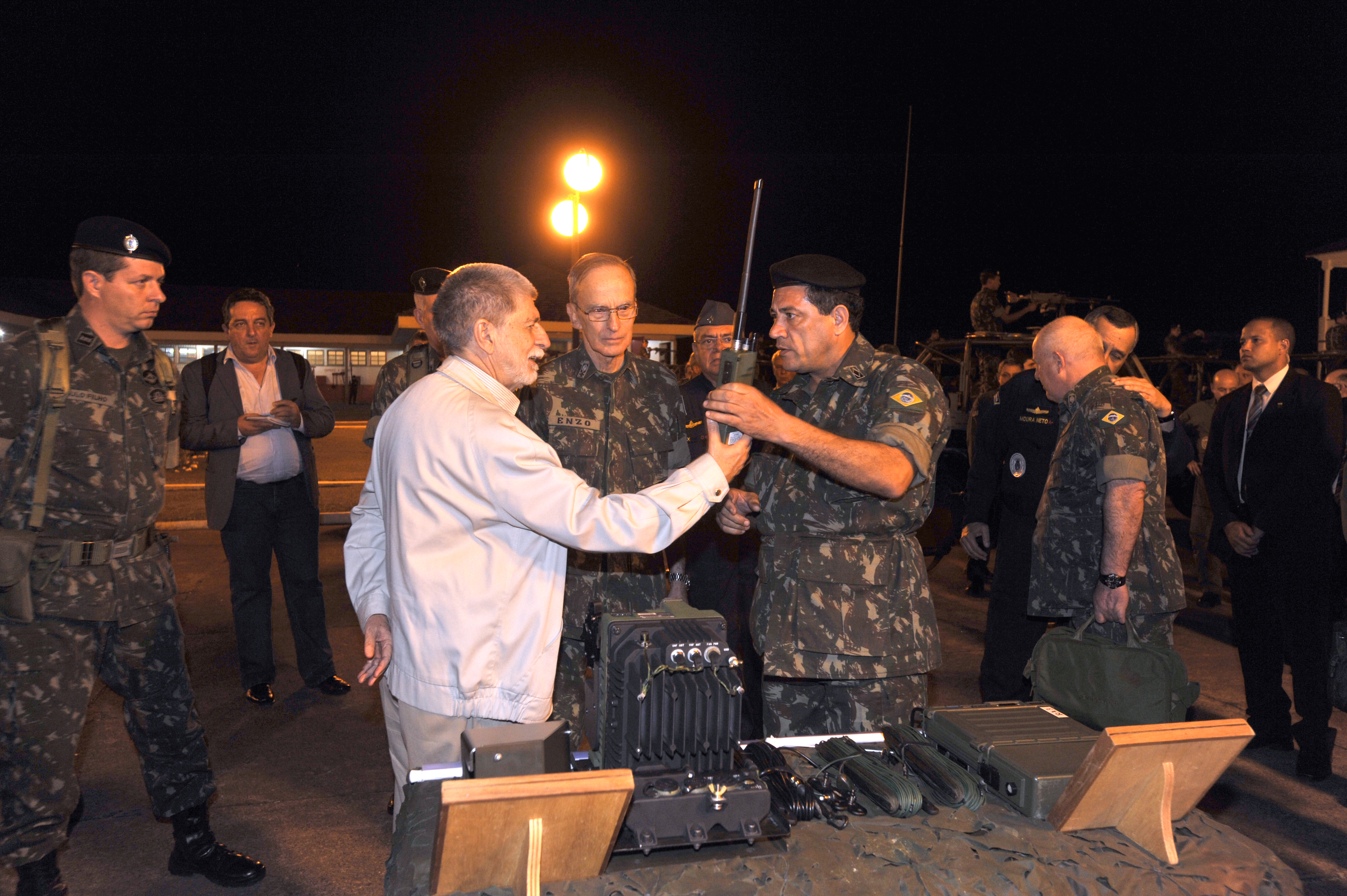
Ministro da Defesa Celso Amorim é apresentado aos equipamentos do SISFRON

De 1992 a 2021 o CMO realizou 36 operações de segurança integrada, como o apoio logístico a outros órgãos, a liberação de rodovias em greves de caminhoneiros, o combate a ilícitos ambientais e a Garantia da Lei e da Ordem. A cooperação com a Polícia Militar, Polícia Federal, Polícia Rodoviária Federal, IBAMA e Receita Federal é frequente. A principal operação conjunta interagências é a “Ágata”, de combate aos ilícitos transfronteiriços. Em seu nível mais alto, em conjunto com a Marinha (que opera a Flotilha do Mato Grosso) e a Força Aérea, ela é realizada anualmente.
O pesquisador Fernando da Silva Rodrigues, numa publicação do Centro de Estudos Estratégicos do Exército, julgou excessiva a quantidade de ações subsidiárias na região. Segundo ele, a debilidade das instituições de segurança estaduais e outros órgãos de governo faz com que as Forças Armadas tenham que resolver os problemas, mas as operações tipo polícia são difíceis de conciliar com o adestramento para a guerra, que é a “atividade finalística do Exército”.

## Organização

Organização do CMO

O CMO tinha 14.760 militares em 2019, o equivalente a 7,02% do total no país. Ele é sediado em Campo Grande e composto de três brigadas, todas já presentes na área antes de sua criação: a 4.ª Brigada de Cavalaria Mecanizada (4.ª Bda C Mec), em Dourados, 13.ª Brigada de Infantaria Motorizada (13.ª Bda Inf Mtz), em Cuiabá, e 18.ª Brigada de Infantaria de Pantanal (18.ª Bda Inf Pan), em Corumbá. A 4.ª Bda C Mec tem a maior mobilidade e poder de fogo, incluindo carros de combate, e é portanto a força de emprego estratégico. As duas outras são forças de emprego geral, usadas para a vigilância. Sua posição acompanha o terreno: o Pantanal, como planície alagável, não poderia sediar os blindados. Na opinião do general da reserva Luiz Eduardo Rocha Paiva, a brigada mecanizada deveria estar em Cuiabá, “mais ao centro, para facilitar o emprego em outras áreas, inclusive para projeção de poder”.
O sistema de defesa do arco central conta também com unidades de Inteligência, Aviação e Comunicações/Guerra eletrônica sob comando direto, além das unidades do 9.º Grupamento Logístico (9.º Gpt Log) e 3.º Grupamento de Engenharia (3.º Gpt Eng). O 3.º Batalhão da Aviação do Exército, que opera helicópteros, foi transferido da Base de Aviação de Taubaté para Campo Grande em 2008. O 9.º Batalhão de Comunicações e Guerra Eletrônica foi implantado em Campo Grande em 2012, logo antes do SISFRON. Os dois grupamentos surgiram em 2016, tomando algumas atribuições até então pertencentes à 9.ª Região Militar, que é o comando administrativo.
Assim como os comandos da região Norte, o CMO possui pequenas organizações militares de fronteira. Mas em vez dos Pelotões Especiais de Fronteira (PEF) nortistas, no Centro-Oeste havia Destacamentos e Subdestacamentos de Fronteiras (Dst Fron), compostos de cerca de 15 militares cada, liderados por um sargento. Sua capacidade operacional era muito limitada, servindo apenas para a vigilância e presença. O SISFRON desativou a maioria dos destacamentos e criou PEFs. Em 2022 havia dez deles, sete com meios de transporte fluviais e três mecanizados.
| Comando Militar do Oeste - Campo Grande - MS - Comando do Comando Militar do Oeste - Campo Grande - MS - Base de Administração e Apoio do Comando Militar do Oeste - Campo Grande - MS - Campo de Instrução de Betione - Campo Grande - MS - 3º Batalhão de Aviação do Exército - Campo Grande - MS - 6º Centro Telemática de Área - Campo Grande - MS - 6º Batalhão de Inteligência Militar - Campo Grande - MS - 9.º Batalhão de Comunicações e Guerra Eletrônica - Campo Grande - MS - 9º Batalhão de Polícia do Exército - Campo Grande - MS - Colégio Militar de Campo Grande - Campo Grande - MS - 9ª Região Militar - Campo Grande - MS - Comando da 9ª Região Militar - Campo Grande - MS - Hospital Militar de Área de Campo Grande - Campo Grande - MS - 9º Centro de Gestão, Contabilidade e Finanças do Exército - Campo Grande - MS - Tiro de Guerra de Sinop - Sinop - MT - Tiro de Guerra de Alta Floresta - Alta Floresta - MT - Tiro de Guerra de Juará - Juara - MT - Tiro de Guerra de Colíder - Colíder - MT - 4ª Brigada de Cavalaria Mecanizada - Dourados - MS - Comando da 4.ª Brigada de Cavalaria Mecanizada - Dourados - MS - Esquadrão de Comando da 4.ª Brigada de Cavalaria Mecanizada - Dourados - MS - 10.º Regimento de Cavalaria Mecanizado - Bela Vista - MS - 11.º Regimento de Cavalaria Mecanizado - Ponta Porã - MS - 17.º Regimento de Cavalaria Mecanizado - Amambai - MS - 20.º Regimento de Cavalaria Blindado - Campo Grande - MS - 9.º Grupo de Artilharia de Campanha - Nioaque - MS - 28.º Batalhão Logístico - Dourados - MS - 3.ª Bateria de Artilharia Antiaérea - Três Lagoas - MS - 4.ª Companhia de Engenharia de Combate Mecanizada - Jardim - MS - 14.ª Companhia de Comunicações Mecanizada - Dourados - MS - 4.º Pelotão de Polícia do Exército - Dourados - MS - 13ª Brigada de Infantaria Motorizada – Cuiabá - MT - Comando da 13ª Brigada de Infantaria Motorizada - Cuiabá - MT - Companhia de Comando da 13ª Brigada de Infantaria Motorizada - Cuiabá - MT - 44.º Batalhão de Infantaria Motorizado – Cuiabá - MT - 58.º Batalhão de Infantaria Motorizado – Aragarças - GO - Comando de Fronteira JAURU/66º Batalhão de Infantaria Motorizado - Cáceres - MT - 18º Grupo de Artilharia de Campanha - Rondonópolis - MT - 13º Pelotão de Polícia do Exército - Cuiabá - MT - 13º Pelotão de Comunicações - Cuiabá - MT - 18ª Brigada de Infantaria de Pantanal – Corumbá - MS - Comando da 18ª Brigada de Infantaria de Pantanal – Corumbá - MS - Companhia de Comando da 18ª Brigada de Infantaria de Pantanal – Corumbá - MS - 17º Batalhão de Fronteira – Corumbá - MS - 47º Batalhão de Infantaria – Coxim - MS - 2ª Companhia de Fronteira - Porto Murtinho - MS - 18ª Companhia de Comunicações - Corumbá - MS - 18º Pelotão de Polícia do Exército - Corumbá - MS - 3º Grupamento de Engenharia - Campo Grande - MS - Comando do 3º Grupamento de Engenharia - Campo Grande - MS - 9º Batalhão de Engenharia de Combate - Aquidauana - MS - 9.º Batalhão de Engenharia de Construção – Cuiabá - MT - Comissão Regional de Obras/ 3º Grupamento de Engenharia - Campo Grande - MS - 9º Grupamento Logístico - Campo Grande - MS - Comando do 9º Grupamento Logístico - Campo Grande - MS - Companhia de Comando do 9º Grupamento Logístico - Campo Grande - MS - 9.º Batalhão de Suprimento - Campo Grande - MS - 9º Batalhão de Manutenção - Campo Grande - MS - 18º Batalhão de Transporte - Campo Grande - MS - 9º Batalhão de Saúde - Campo Grande - MS |

### 4.ª Bda C Mec

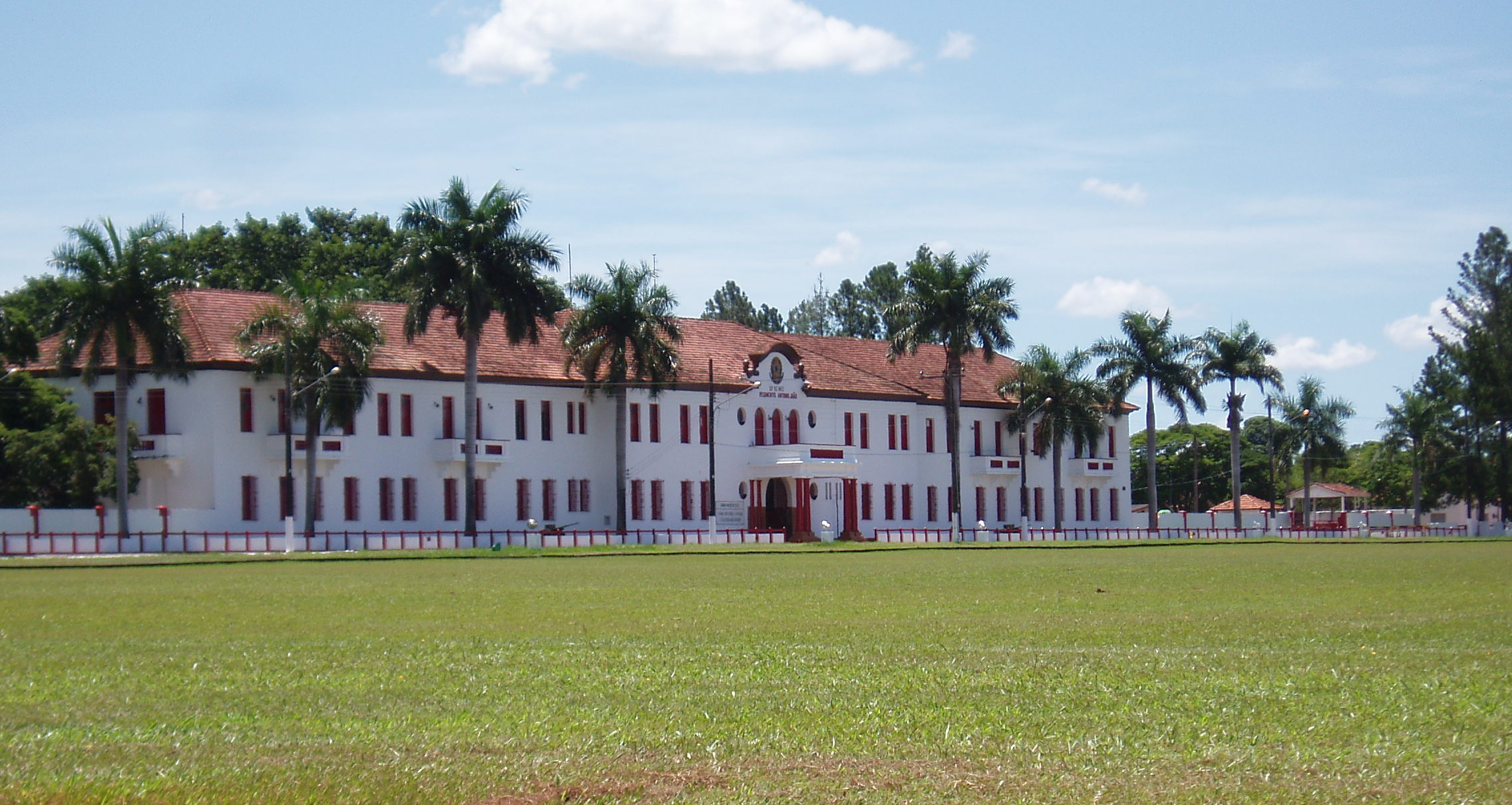
Quartel do 10.º Regimento de Cavalaria Mecanizado em Bela Vista

Criada em 1949 como “4.ª Divisão de Cavalaria” (4.ª DC), tinha subordinação ao II Exército, em São Paulo, comandando dois Regimentos de Cavalaria hipomóvel (10.º e 11.º RCs) na fronteira paraguaia. Isto pouco correspondia com a organização doutrinária das divisões de cavalaria, que previa três regimentos. Os regimentos de reconhecimento mecanizado e cavalaria motorizada, também previstos, só existiam como esquadrões. A prioridade era menor do que as fronteiras do Rio Grande do Sul, onde estavam as outras três divisões, todas com mais de 5 000 praças em 1961; a 4.ª DC tinha só 3.603.
No golpe de Estado de 1964 a divisão permaneceu em aguardo para reforçar o II Exército em São Paulo ou na sua ofensiva na direção de Brasília.
Em 1965–1970 o 17.º RC foi transferido de Pirassununga, São Paulo, a Amambai, sul de Mato Grosso, para completar a divisão. Durante a reorganização do Exército na ditadura, a 4.ª DC foi a última divisão de cavalaria do país. Somente em 1980 ela foi convertida em Brigada de Cavalaria Mecanizada (Bda C Mec), e seus regimentos permaneceriam a cavalo até completar sua mecanização em meados da década.
Em 1986 a imprensa noticiou a “substituição total dos cavalos” nos três regimentos mato-grossenses. No mesmo ano, os esquadrões de reconhecimento mecanizado (1.º/4.º RRecMec) e cavalaria motorizada (1.º/4.º RCM) uniram-se para formar o 20.º Regimento de Cavalaria Blindado, equipado com carros de combate leves M41C.

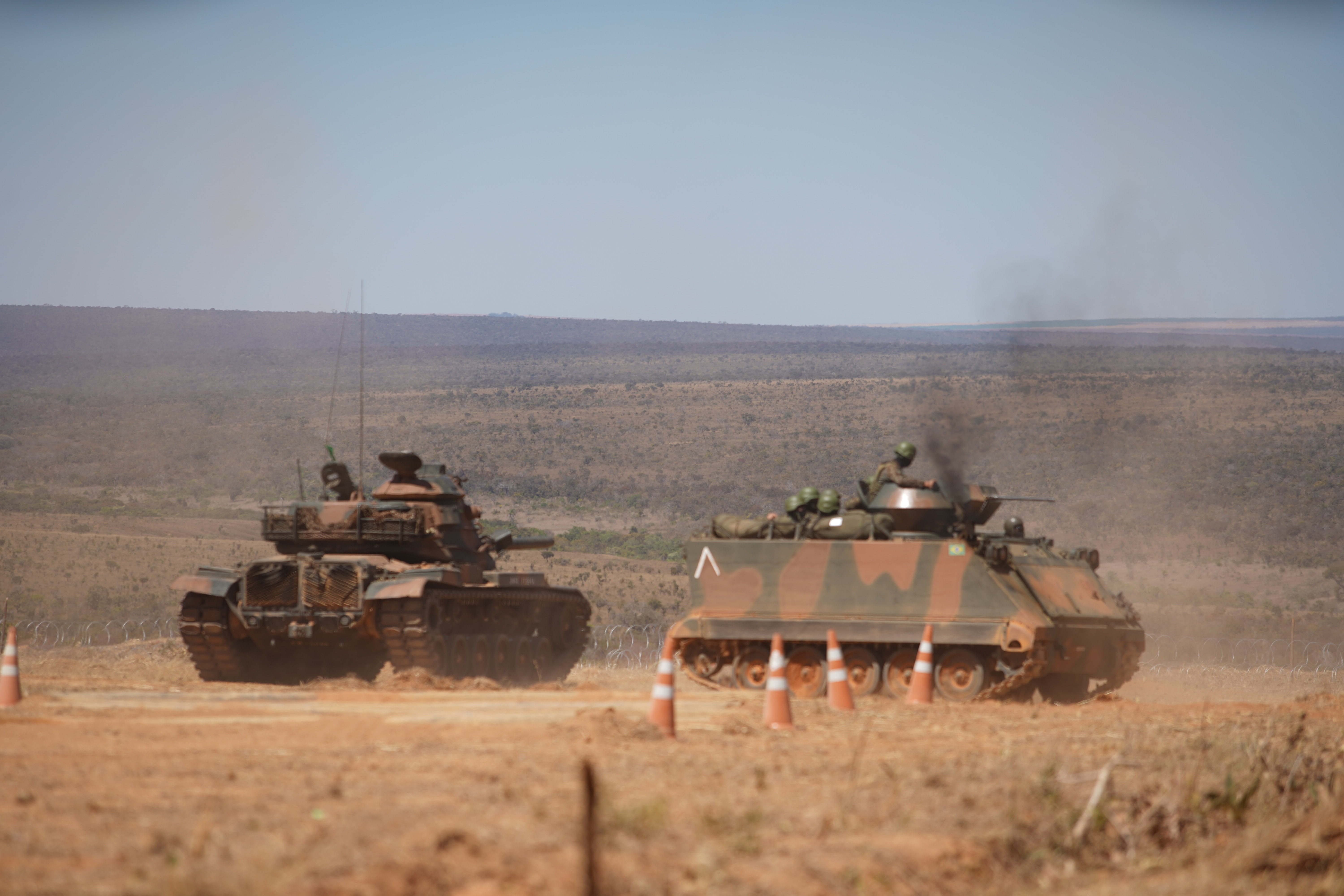
M60 e M113 do 20.º RCB

Este regimento atualmente é o único operando o carro de combate M60 A3 TTS; em 2018, 28 estavam em condições operacionais, equipando dois esquadrões. No ano seguinte o periódico do Exército Ação de Choque publicou uma comparação desse blindado com as Viatura Blindadas de Combate (VBC) usadas na Bolívia e Paraguai. Ele concluiu que o M60 “ampliou o nosso poder dissuasório na região do CMO face às VBC SK-105/A1 Kürassier bolivianas e às VBC M51 Super Sherman e M4A3 Firefly Paraguaias, todavia com ressalvas a despeito de sua correta aplicação e da não permanência dessa vantagem por período muito longo”.
A brigada recebeu o Projeto Piloto do SISFRON, num trecho de 650 quilômetros de fronteira com o Paraguai, devido à sua organização e localização. É uma brigada completa, com regimentos diretamente na fronteira, dominando as principais vias de acesso ao “cone sul” de Mato Grosso do Sul. Dos onze municípios com presença da brigada, nove estão na faixa de fronteira. O efetivo de cabos e soldados, normalmente oriundos da população local pelo serviço militar obrigatório, representa uma média de 8,52% da população empregada nesses nove municípios. Em Bela Vista os gastos militares chegam a contribuir com mais de 5% do Produto Interno Bruto municipal.

### 13.ª Bda Inf Mtz
Esta brigada associa sua criação, em 1978, ao desmembramento do estado de Mato Grosso, no ano anterior. Ela foi organizada com três batalhões já existentes, dois recebidos da antiga Brigada Mista, que se tornaram os 44.º e 66.º Batalhões de Infantaria Motorizada, e mais o 58.º Batalhão de Infantaria Motorizada, de Aragarças, Goiás. A presença em Goiás é peculiar, pois as demais unidades no estado pertencem ao Comando Militar do Planalto, na área da 11.ª Região Militar. Aragarças é centro regional e fica no eixo da rodovia GO-060, que liga Brasília a Mato Grosso.

### 18.ª Bda Inf Pan

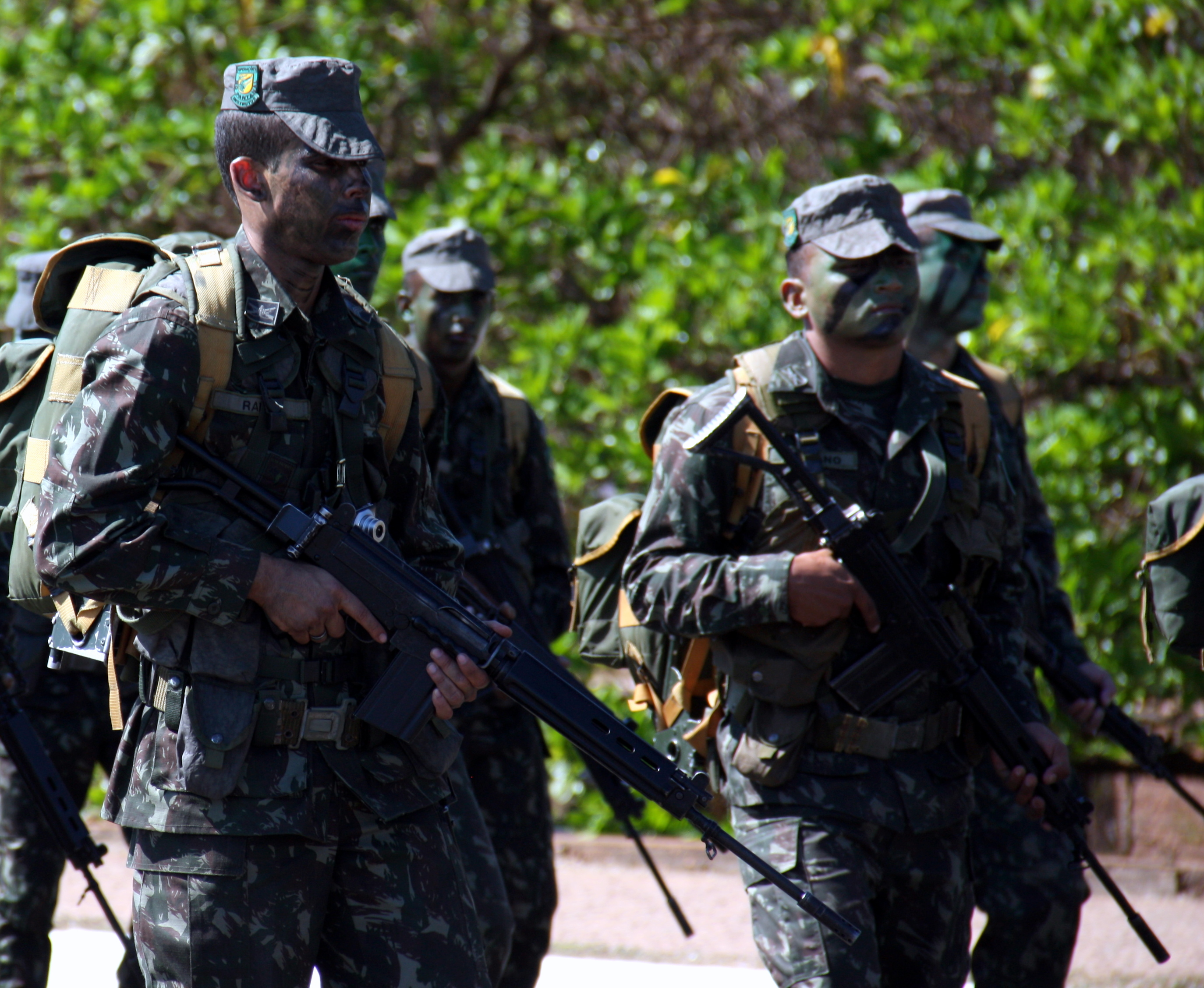
Soldados do Pantanal

Criada em 1921 como a “Brigada Mista”, este comando era originalmente exercido em conjunto com o da Circunscrição Militar (atual Região Militar). Única organização desse tipo no Exército, ela tinha uma organização prevista de três batalhões de caçadores, dois regimentos de cavalaria independente, um regimento de artilharia mista, um batalhão de engenharia, um depósito de material de engenharia e uma esquadrilha mista de aviação. Em 1946 ela foi denominada 2.ª Brigada Mista. Embora chamada de brigada, ela não tinha capacide de operação autônoma, pois carecia de unidades de apoio; em 1960, subordinada ao II Exército, ela comandava apenas o 16.º e 17.º Batalhões de Caçadores e o 2.º Batalhão de Fronteira, desdobrados na fronteira boliviana, servindo como um “ grupamento de forças com funções territoriais e de segurança de fronteira”. Em 1980, restavam só o 17.º Batalhão de Caçadores e o 47.º Batalhão de Infantaria.
Em 1985 o comando passou à denominação de 18.ª Brigada de Infantaria de Fronteira. O 17.º Batalhão, designado “Batalhão de Fronteira” em 1994, foi uma das unidades designadas como de “emprego peculiar” nos anos 90. Em 1997 ele se tornou a unidade no Exército especializada em operações no Pantanal e responsável pelos Estágios de Operações no Pantanal oferecidos aos oficiais e sargentos do CMO. As operações nesse ambiente são caracterizadas pelas dificuldades logísticas e de deslocamento rodoviário. Os transportes fluvial e aéreo são importantes, e as ações táticas devem ser descentralizadas e realizadas por pequenas frações.
A denominação da brigada passou à atual, “de Pantanal”, em 2022. Contando apenas com esses dois batalhões, uma companhia de fronteira e companhias de comunicações e comando, a brigada por 577 quilômetros de fronteira com a Bolívia e 245 quilômetros com o Paraguai. Só o 17.º Batalhão tem responsabilidade por mais de 300 quilômetros. Quinzenalmente suas patrulhas fazem vistorias dos marcos de fronteira.